# Lòbul (arquitectura)

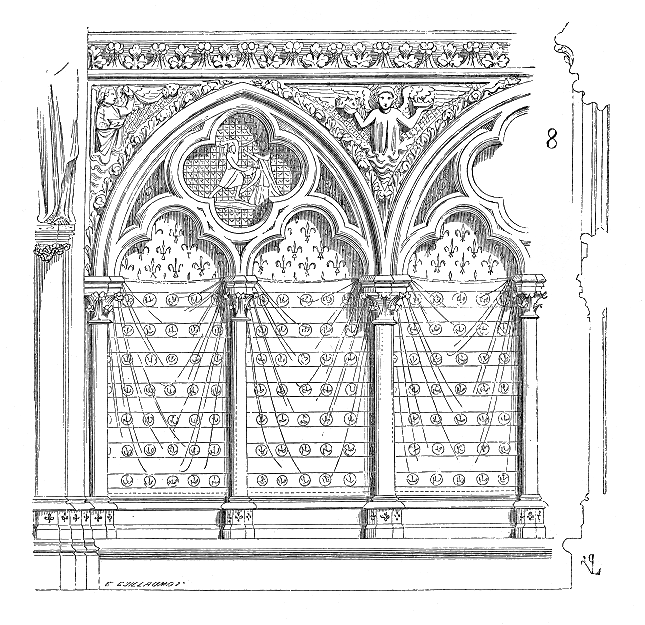
Arcada cega a Sainte-Chapelle, París, Ilustració de Viollet-le-Duc, 1856. Quadrilòbul inscrit en arc apuntat i amb l'intradós trilobat.

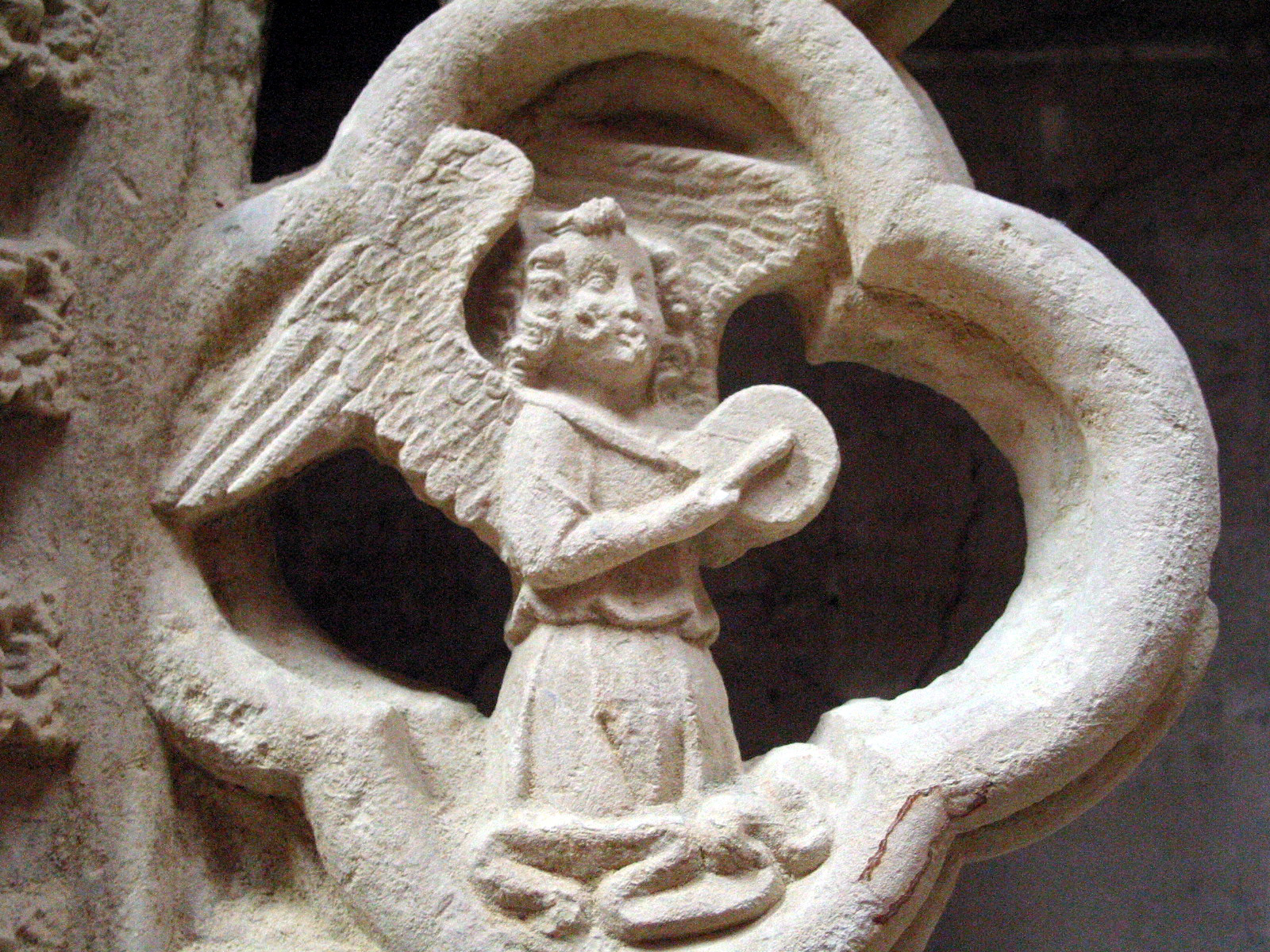
Quadrilòbul amb motiu escultòric, Església La Chaise-Dieu, França

El lòbul en arquitectura és un element decoratiu format per un segment de cercle que es multiplica formant un conjunt ornamental. Aquests conjunts poden ser de 3 arcs (Trilòbul), 4 arcs (Quadrilòbul o Quadrifòli), o poden ser fins i tot, polilòbats (o polilobulats) quan presenten més de 4 arcs de cercle.
L'aplicació d'aquest element en forma de trèvol és variada podent aparèixer inscrit o dins una circumferència als òculs (finestres rodones) del romànic, en rectangles o d'altres formes poligonals. En l'estil gòtic assistim a una profusió de lòbuls en decoracions en traceria per a revestir catedrals, aplicats a gablets, intradós d'arcs, vitralls, etc.